# Atbasar Airport
Atbasar Airport är en flygplats i Kazakstan. Den ligger i den centrala delen av landet, 220 km väster om huvudstaden Astana. Atbasar Airport ligger 304 meter över havet.
Terrängen runt Atbasar Airport är platt. Runt Atbasar Airport är det glesbefolkat, med 10 invånare per kvadratkilometer. Närmaste större samhälle är Atbasar, 5,0 km söder om Atbasar Airport. Trakten runt Atbasar Airport består i huvudsak av gräsmarker.